# Vallecalle
Vallecalle é uma comuna francesa na região administrativa de Córsega, no departamento da Alta Córsega. Estende-se por uma área de 6,91 km². 